# Associació de Funcionaris de la Generalitat de Catalunya
Entitat que existí entre el 1933 i el 1939, precedida per l'Associació Cultura i Esport-Generalitat de Catalunya (ACE-GC), que desenvolupà la seva activitat entre el 1930 i el 1933 en el marc del personal al servei de la Generalitat de Catalunya durant el període republicà i durant la Guerra Civil Espanyola.
Aquesta entitat va patir una pugna sindical per part de la CNT i la UGT, sobretot a partir de 1936, per prendre el control polític i sindical de l'AFGC i així dominar l'espai socioprofessional dels funcionaris de la Generalitat de Catalunya.
L'associació, entre altres activitats, va editar el Butlletí de l'Associació de Funcionaris de la Generalitat de Catalunya, la creació de la Secció Femenina, Secció de Cultura, la Secció de Mutualisme o una Cooperativa de Consum.
L'AFGC es va convertir en un col·lectiu que va voler influenciar en diferents accions, com ara l'Estatut dels Funcionaris que es va elaborar durant la II República.
Entre d'altres, va destacar un dels seus presidents, en Jaume Miravitlles i Navarra, que durant els anys de la Segona República, va treballar de funcionari de la Generalitat de Catalunya va ocupar la presidència de l'Associació. Durant els primers mesos de la Guerra Civil espanyola va ser partidari d'adherir l'AFGC al sindicat anarcosindicalista Confederació Nacional del Treball. Aquesta pretensió va ser frustrada pels sectors propers a la UGT que aconseguiren que l'AFGC s'adherís a la segona opció.

## Consells directius[3]

##### Assemblea juny 1933
President: Rafael Ramis i Romans
Sots-president: Josep A. Ricart Nin
Tresorer: Armand d'Arquer i Dordal
Comptador: Carles Ferrús i Ibáñez
Bibliotecari: Daniel D. Montserrat
Acció Social: Joan Mata i Codina
Vocal cultura: Carles Riba i Bracons
Vocal festes: Francesc Brugat i Bonal
Vocal esports: Josep Grau i Augé
Vocal primer: Ferran Manresa i Avià
Vocal Segon: Josep Vendrell i Termes

##### Assemblea maig 1934
President: Jaume Miravitlles i Navarra
Vice-president: Sebastià Clara i Sardó
Secretari: Daniel Domingo i Montserrat
Vice-secretari: Joan Aleu i Buchaca
Tresorer: Manuel Pons i Gòmez
Comptador: Agustí Forés i Mestres
Bibliotecari: Abelard Tona i Nadalmai
Acció Social: Xavier Regàs
Vocal cultura: Àngela Nunell i Sayé
Vocal festes: Lluís Boixader i Bonet
Vocal esports: Conrad Portas i Burcet
Vocal primer: Manuel Grau i Llorca
Vocal Segon: Gaspar Alcoverro i Vallejo